# Teorie společného původu Japonců a Židů
Teorie společného původu Japonců a Židů je hypotéza z 19. století, která definuje Japonce jako potomky deseti „ztracených kmenů Izraele“.
Jak odpovídá z genetické koláže, Japonci jsou složení z haploskupin O (50 %) a D (40 %; Ainu až 88 %), zatímco Židé jsou složení průměrně z haploskupin  J (38 %), R (19 %) a E (20 %). Jelikož haploskupiny D a E jsou příbuzné, předpokládá se, že tyto dvě etnické skupiny jsou alespoň z části příbuzné. Někteří tento názor však odmítají.
Skotský pseudohistorik Nicholas McLeod na konci 19. století sepsal Epitome of the ancient history of Japan a Illustrations to the Epitome of the ancient history of Japan, které popisovali možnost původu Japonců z izraelských kmenů a tyto knihy byly rovněž přeloženy do japonštiny, avšak zaznamenaly pouze minimální ohlas v Japonsku. Je třeba poznamenat skutečnost, že Japonci nedisponují žádnými Semitskými markry.